# Det är morgon
Det är morgon är en psalm med text skriven 1969 av Ylva Eggehorn och musik skriven 1977 av Torgny Erséus.

## Publicerad i
- Herren Lever 1977 som nummer 883 under rubriken "Dagens och årets tider - Morgon".[2]
- Psalmer och Sånger 1987 som nummer 537 under rubriken "Dagens och årets tider - Morgon"[1]